# Lithobates
Lithobates – rodzaj płazów bezogonowych z rodziny żabowatych (Ranidae).

## Zasięg występowania
Rodzaj obejmuje gatunki występujące w Ameryce Północnej (z wyłączeniem pacyficznego regionu), Środkowej i Południowej na południe do południowej Brazylii.

## Systematyka
Rodzaj zdefiniował w 1843 roku austriacki zoolog Leopold Fitzinger w publikacji własnego autorstwa poświęconej systematyce gadów i płazów. Gatunkiem typowym jest (oryginalne oznaczenie) żaba południowoamerykańska (L. palmipes).

### Etymologia
- Lithobates: gr. λιθος lithos ‘kamień’[14]; βατης batēs ‘piechur’, od βατεω bateō ‘stąpać’, od βαινω bainō ‘chodzić’[15].
- Ranula: rodzaj Rana Linnaeus, 1758; łac. przyrostek zdrabniający -ulus-a-um[16]. Gatunek typowy (oznaczenie monotypowe): Ranula gollmeri Peters, 1859 (= Rana palmipes Spix, 1824).
- Pohlia: Johann Baptist Emanuel Pohl (1782–1834), austriacki botanik i lekarz[4]. Gatunek typowy (oznaczenie monotypowe): Rana palmipes Spix, 1824.
- Trypheropsis: gr. τρυφερος trupheros ‘delikatny, miękki’[17]; οψις opsis, οψεως opseōs ‘wygląd, oblicze, twarz’[18]. Gatunek typowy (oryginalne oznaczenie): Ranula chrysoprasina Cope, 1866 (= Ixalus warszewitschii Schmidt, 1857).
- Levirana: łac. levis ‘szybki, zwinny’[19]; rana ‘żaba’[20]. Gatunek typowy (oznaczenie monotypowe): Levirana vibicaria Cope, 1894.
- Chilixalus: gr. χειλος kheilos, χειλεος kheileos ‘warga, usta’[21]; rodzaj Ixalus[a] Duméril & Bibron, 1841[7]. Gatunek typowy (oznaczenie monotypowe): Ixalus warszewitschii Schmidt, 1857.
- Anchylorana: gr. ανχι ankhi ‘blisko, w pobliżu’[22]; rodzaj Hylorana Günther, 1864. Gatunek typowy (oryginalne oznaczenie): Rana moorei Taylor, 1942
- Sierrana: epitet gatunkowy Rana sierramadrensis Taylor, 1939 (hiszp. Sierra Madre del Sur, Meksyk); rodzaj Rana Linnaeus, 1758[9]. Gatunek typowy (oryginalne oznaczenie): Rana sierramadrensis Taylor, 1939.
- Zweifelia: Richard George Zweifel (ur. 1925), amerykański herpetolog[9]. Gatunek typowy (oryginalne oznaczenie): Rana tarahumarae Boulenger, 1917.
- Pantherana: łac. panthera ‘pantera’, od gr. πανθηρ panthēr ‘pantera’; rodzaj Rana Linnaeus, 1758[10]. Gatunek typowy (oryginalne oznaczenie): Rana pipiens Schreber, 1782.
- Novirana: łac. novus ‘nowy, świeży’; rana ‘żaba’[11]. Gatunek typowy (oryginalne oznaczenie): Rana pipiens Schreber, 1782.
- Torrentirana: łac. torrens, torrentis ‘rwący potok’; rana ‘żaba’[12]. Gatunek typowy (oryginalne oznaczenie): Rana tarahumarae Boulenger, 1917.
- Stertirana: łac. sterto ‘chrapać’; rana ‘żaba’[12]. Gatunek typowy (oryginalne oznaczenie): Rana montezumae Baird, 1854.
- Lacusirana: łac. lacus ‘jezioro’; rana ‘żaba’[12]. Gatunek typowy (oryginalne oznaczenie): Rana megapoda Taylor, 1942.
- Nenirana: łac. nenia ‘pieśń żałobna’; rana ‘żaba’[12]. Gatunek typowy (oryginalne oznaczenie): Rana areolata Baird & Girard, 1852.
- Scurrilirana: łac. scurrilis ‘błazeński, śmieszny’; rana ‘żaba’[12]. Gatunek typowy (oryginalne oznaczenie): Rana berlandieri Baird, 1854.

### Podział systematyczny
Do rodzaju należą następujące gatunki:

- Lithobates adleri (Pérez-Ramos, 2023)
- Lithobates areolatus (Baird & Girard, 1852)
- Lithobates berlandieri (Baird, 1859)
- Lithobates blairi (Mecham, Littlejohn, Oldham, Brown & Brown, 1973)
- Lithobates brownorum (Sanders, 1973)
- Lithobates bwana (Hillis & de Sá, 1988)
- Lithobates capito (LeConte, 1855)
- Lithobates chichicuahutla (Cuellar, Méndez-De La Cruz & Villagrán-Santa Cruz, 1996)
- Lithobates chiricahuensis (Platz & Mecham, 1979)
- Lithobates cora (Pérez-Ramos & Luja-Molina, 2022)
- Lithobates dunni (Zweifel, 1957)
- Lithobates fisheri (Stejneger, 1893)
- Lithobates floresi (Pérez-Ramos & Luja-Molina, 2022)
- Lithobates forreri (Boulenger, 1883)
- Lithobates hillisi (Pérez-Ramos, 2023)
- Lithobates johni (Blair, 1965)
- Lithobates juliani (Hillis & de Sá, 1988)
- Lithobates kauffeldi (Feinberg, Newman, Watkins-Colwell, Schlesinger, Zarate, Curry, Shaffer & Burger, 2014)
- Lithobates lemosespinali (Smith & Chiszar, 2003)
- Lithobates lenca (Luque-Montes, Austin, Weinfurther, Wilson, Hofmann & Townsend, 2018)
- Lithobates macroglossa (Brocchi, 1877)
- Lithobates maculatus (Brocchi, 1877)
- Lithobates magnaocularis (Frost & Bagnara, 1974)
- Lithobates megapoda (Taylor, 1942)
- Lithobates miadis (Barbour & Loveridge, 1929)
- Lithobates montezumae (Baird, 1854)
- Lithobates neovolcanicus (Hillis & Frost, 1985)
- Lithobates omiltemanus (Günther, 1900)
- Lithobates onca (Cope, 1875)
- Lithobates palmipes (Spix, 1824) – żaba południowoamerykańska[23]
- Lithobates palustris (LeConte, 1825) – żaba błotna[23]
- Lithobates pipiens (Schreber, 1782) – żaba lamparcia[23]
- Lithobates psilonota (Webb, 2001)
- Lithobates pueblae (Zweifel, 1955)
- Lithobates pustulosus (Boulenger, 1883)
- Lithobates sevosus (Goin & Netting, 1940)
- Lithobates sierramadrensis (Taylor, 1939)
- Lithobates spectabilis (Hillis & Frost, 1985)
- Lithobates sphenocephalus (Cope, 1886)
- Lithobates tarahumarae (Boulenger, 1917)
- Lithobates taylori (Smith, 1959)
- Lithobates tlaloci (Hillis & Frost, 1985)
- Lithobates vaillanti (Brocchi, 1877)
- Lithobates vibicarius (Cope, 1894)
- Lithobates warszewitschii (Schmidt, 1857)
- Lithobates yavapaiensis (Platz & Frost, 1984)
- Lithobates zweifeli (Hillis, Frost & Webb, 1984)

Takson nieprzypisany do żyjącej lub wymarłej populacji (nomina inquirenda):
- Rana missuriensis Wied-Neuwied, 1839